# 荒井政雄
荒井政雄（日语：／ Arai Masao，1949年6月6日—2024年11月9日），山口县柳井市出身，日本男子摔跤运动员。他曾代表日本参加1976年夏季奥林匹克运动会摔跤比赛，获得男子自由式57公斤级铜牌。